# Cäsar Meister

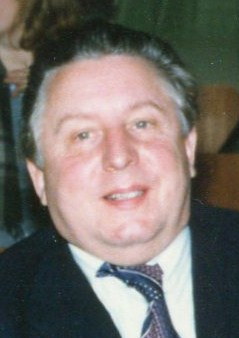
Cäsar Meister (1981)

Cäsar Meister (* 20. November 1927 in Hamburg; † 20. Dezember 2017) war ein deutscher SPD-Politiker und Senator der Baubehörde in Hamburg. Zudem war er langjähriges Vorstandsmitglied der Gemeinnützigen Baugenossenschaft Bergedorf-Bille eG.

## Leben
Meister wurde in Hamburg St. Pauli geboren. Wohnungsnot lernte er früh kennen: zeitweise fand die Familie in einer Schreberlaube Unterkunft, Wasser musste von einer Zapfstelle geholt werden. Nach dem Besuch von Volks- und Handelsschule absolvierte Cäsar Meister nur eine verkürzte kaufmännische Lehre, da er zum Kriegsdienst einberufen wurde.
1948 gehörte der 21-Jährige zu den Gründern der Gemeinnützigen Siedlungs- und Wohnungsbaugenossenschaft „Bille“ eGmbH, deren Ziel es war, Wohnungen für ausgebombte Hamburger und Flüchtlinge zu errichten. Der Aufsichtsrat setzte sich vor allem aus Arbeitern vom Bergedorfer Eisenwerk zusammen. Der Bezirk Bergedorf unterstützte den Wohnungsbau durch die Vergabe von Erbbaugrundstücken und einem Darlehen. 1960 fusionierte die „Bille“ mit der Baugenossenschaft Bergedorf zur Gemeinnützigen Baugenossenschaft Bergedorf-Bille eG. Cäsar Meister wurde Vorstand und Geschäftsführer.
Seine politische Basis befindet sich im SPD-Bezirk Hamburg-Bergedorf. Von 1951 bis 1961 vertrat er seine Partei als Abgeordneter in der Bezirksversammlung Bergedorf. Von 1966 bis 1978 war er Mitglied der Hamburger Bürgerschaft. Zum 28. April 1966 berief ihn Bürgermeister Herbert Weichmann zum Präses der Baubehörde, der er bis zum 30. April 1974 vorstand. Gemäß der Hamburger Verfassung ruhte Meisters Abgeordnetenmandat während seiner Amtszeit als Senator. Er beklagte sich darüber, dass gemeinnütziger Wohnungsbau und Stadtsanierung in der Hansestadt immer schwieriger würde, da einzelne Grundeigentümer ihn mit jahrelangen juristischen Widersprüchen behinderten.
1978 schied Meister aus dem Feierabendparlament aus. Er kehrte in den Vorstand der Baugenossenschaft Bergedorf-Bille zurück und ging im Jahr 2000 in den Ruhestand.